# Audrad le Petit
Audrad le Petit (en latin Audradus Modicus) est un ecclésiastique et écrivain religieux du IXe siècle.

## Carrière
Il était chanoine à Saint-Martin de Tours au temps de l'abbé Fridugise († 834). Avant 847, il avait été ordonné prêtre, peut-être à Nevers. Cette année-là, il fut élu chorévêque par un synode du diocèse de Sens et consacré par l'archevêque Wenilon. En 849, il partit pour Rome, et le 29 juin de cette année il offrit au pape Léon IV un recueil de ses poèmes, qu'il avait globalement divisés en treize parties. À son retour il fut convoqué à un concile qui se tint à Paris vers la fin de l'année 849, et où tous les chorévêques du royaume furent déposés. Il mourut peu après 853 et fut enseveli dans l'église Saint-Didier située près de Nevers, un 16 janvier.

## Œuvre
On conserve de lui plusieurs poèmes : le Liber de fonte vitæ en 404 hexamètres, dédié à l'archevêque Hincmar de Reims ; le Carmen in honore sancti Petri ecclesiæ ; la Passio beatorum Juliani et sociorum ejus en 800 vers ; un poème incomplètement conservé De sancta Trinitate ; des vers en l'honneur de saint Martin. 
Audrad était le copiste et décorateur d'un splendide lectionnaire venant de l'abbaye Saint-Père-en-Vallée, conservé à la bibliothèque municipale de Chartres (Ms. n° 24) jusqu'à sa destruction au cours d'un bombardement de la Seconde Guerre mondiale. Ce Liber comitis avait été étudié quelques années auparavant par dom André Wilmart. Il serait également l'auteur de poèmes dédicatoires figurant dans la Première Bible de Charles le Chauve, offerte au roi par le comte-abbé Vivien de Tours en 845.

## Liber Revelationum
Le Liber Revelationum constitue le douzième et dernier texte connu d'Audrad le Petit. Il décrit deux événements distincts, un récit prophétique sous la forme d’un rêve et un voyage dans l’au-delà, tous deux fortement teintés par des préoccupations personnelles de l’auteur, en particulier sur la politique carolingienne et le rôle de l’Église de son époque.

### Texte
Contrairement à la vaste majorité des textes prophétiques de son époque, les visions décrites dans le Liber Revelationum ont été mises par écrit par Audrad lui-même, probablement au courant de la décennie 840. Il est révisé et réécrit en 849 à l’occasion d’une visite à Rome pour rencontrer le Pape. Le récit décrit par Audrad le Petit dans le Liber Revelationum a été écrit sous forme de prose, contrairement au reste de son œuvre écrit de façon poétique. 
Le récit original ne nous est parvenu que sous la forme de fragments, compilé par l’historien et moine français Albéric trois-Fontaines dans son ouvrage Historiae Francorum Scriptores au XIIIe siècle. Selon l’historien Paul Edward Dutton, la version du Liber Revelationum restante n’est pas la version présentée au Pape, mais une compilation plus tardive, probablement de 853, quelque temps avant la mort de son auteur. L’historien estime aussi que le texte a été redécoupé et édité à plusieurs reprises, notamment par Albéric trois-Fontaines.
Le récit du Liber Revelationum peut être distingué en deux types d’expérience distincte vécue par Audrad sous diverses formes, qui s’échelonnent sur de nombreuses années. Dans certaines parties de son œuvre, il s’agit de prophéties qui lui sont révélées dans un rêve, dans l’autre, il vit une expérience hors de son corps qui l’emmène jusqu’aux cieux.

### Prophéties
Audrad le Petit se réclame avant tout dans son récit être un prophète. Dans sa première expérience, qu’il décrit comme ayant eu lieu en 845, il explique avoir eu des visions de Jésus et de saint Martin, lui ayant révélé tout un ensemble d’éléments concernant le futur des royaumes carolingiens. Durant son expérience prophétique, Audrad est instruit par ses révélateurs célestes de mettre en place une trêve de dix ans entre les trois rois et frères carolingiens Charles II dit le chauve, Lothaire Ier et Louis II dit le germanique, alors en querelles constantes sur le partage de l'Empire carolingien. Ces derniers doivent se repentir à Dieu au lieu de se combattre. Le Christ et saint Martin indiquent à Audrad qu’ils condamnent ces conflits fratricides, n’apportant que du malheur à ce qui devrait être le plus grand empire chrétien. De même, saint Martin exprime sa tristesse quant à la destruction des églises et de leurs biens par les trois rois.
Audrad se voit ensuite révéler qu’une attaque d’hommes venus du nord sera la punition divine imposée aux rois, et marquera le début de cette trêve imposée par Dieu. Il lui est révélé que huit fléaux s’abattront ensuite sur les souverains francs si ces derniers ne se repentissent pas. Cette punition est à nouveau confirmée quelques mois plus tard quand Audrad rêve de l’apparition d’un ange lui annonçant qu’une attaque des Normands sur Paris est imminente.
Audrad décrit aussi avoir une vision de lui en voyage vers Rome et une rencontre avec le souverain pontife, se décrivant comme étant l’intermédiaire entre saint Martin et le Pape.

### Voyage Céleste
À la suite de ses visions prophétiques, le Liber Revelationum rend compte d’une autre série de visions qui occurrent six ans après l’annonciation des premières prophéties. Audrad raconte qu’il est entré dans un état de transe, puis est transporté dans les airs pour se retrouver à la limite du ciel du monde des vivants et de l’éther de l’au-delà.
Audrad raconte voir Dieu et une suite d’anges descendre du Paradis vers la limite des deux mondes. Il assiste ensuite à un tribunal divin mené par Dieu et le Christ, chargé de punir les rois carolingiens qui n’ont pas respecté la trêve qui avait été promulguée. Après quoi est apportée l’âme de Louis Ier auquel Dieu demande les justifications quant à la succession de l’empire carolingien, ses fils étant responsables du chaos dans les royaumes chrétiens. Louis répond que Charles II est le seul qu’il désigne comme son véritable successeur. Le tribunal céleste convoque ensuite respectivement les trois rois, en commençant par Charles II, à qui Dieu reconnaît être humble et dévoué à la cause divine, mais auquel il reproche la destruction des biens de l’Église. À la suite , les deux autres frères se voient condamnés par ce tribunal céleste. À Lothaire, Dieu reproche de ne pas avoir respecté la promesse de protéger les églises et de s’être montré orgueilleux. De même, Louis le Germanique se voit accusé par le tribunal divin d’avoir détruit des églises, on lui reproche en plus sa rébellion contre son père.
À la suite de ses condamnations, Dieu et le Christ offrent aux trois frères de racheter leurs fautes commises. Afin de prévenir la reprise des luttes fratricides, le Christ demande aux rois carolingiens de d’abord respecter une paix perpétuelle et de régler pacifiquement leurs différends territoriaux. Ensuite, il demande aux rois de respecter l’intégrité de l’Église et de ses membres de même que de s’assurer de nommer des personnes justes aux offices religieux. Afin de permettre aux frères carolingiens de bien gouverner leurs royaumes respectifs, Audrad observe le Christ accorder un saint gardien à chacun des rois, chargés de les guider dans des tâches importantes et de maintenir l’intégrité de l’Empire.
La vision d’Audrad accorde une importance particulière à Charles II le Chauve, affirmant qu’il sera guidé par saint Martin lors d’une campagne pour libérer l’Espagne. Toutefois, puisqu’il a œuvré contre l’Église, il se doit de recevoir une punition. Audrad raconte ainsi que le roi subira une terrible défaite en Bretagne dans un an durant laquelle son proche collaborateur, l’abbé Vivian, sera dévoré par des créatures sauvages alors que le souverain en réchappera de peu.
La vision d'Audrad s’achève par le dialogue d’ange lui interprétant la scène s’étant déroulée devant ses yeux. Le tribunal divin s’en retourna ensuite vers les cieux après une ultime mise en garde, que le Christ reviendrait à l’occasion de trois jours et trois nuits sans lune ni soleil afin de s’assurer du respect des Églises par les rois.
Selon l’historien Paul Edward Dutton, le voyage d'Audrad vers les sphères célestes est à contre-courant des autres visions de l’au-delà de son époque par son manque de contenu géographique sur l’au-delà, ne citant ni lieux paradisiaques, ni enfers, ne décrivant seulement que la vision d’un tribunal divin. De même, les visions d'Audrad sont uniques par le manque d’interaction entre le voyageur céleste et les différents personnages qu’il rencontre, se contentant pour la grande majorité de son récit d’écouter et d’observer les événements se dérouler devant ses yeux sans influencer le jugement divin émis par le Christ envers les rois carolingiens.
En se sens, l’historien détermine que les visions d'Audrad ressemblent avant tout à un rêve plutôt qu’à un voyage après la mort. Rappelant que les événements rapportés par Audrad comportent une grande part de prophéties, ce dernier réclamant lui-même être un prophète issu de la même lignée que ses prédécesseurs de l’Ancien Testament.

### Visions politiques
Les visions d'Audrad le Petit, plus que d’offrir une simple vision de l’au-delà, comportent plusieurs allusions à la politique de l’empire carolingien ainsi que sur la place de l’Église.

#### Conflits entre rois carolingiens

L'empire carolingien divisé entre les trois frères à la suite du partage de Verdun de 843, mettant fin aux conflits dont il est question dans les visions du Liber Revelationnum

Les deux séries de visions d’Audrad décrivent principalement des troubles de l’empire carolingien qui sévissent alors entre Charles II le Chauve, Louis II le Germanique et Lothaire Ier .
À la mort de Louis le Pieux en 840, l’Empire carolingien se retrouve partagé entre les trois fils de ce dernier, mais rapidement, des rivalités s’installent entre les frères.
Lothaire 1er affirme rapidement après la mort de son père ses prétentions sur le trône impérial, se mettant ainsi à dos ses deux cadets. Charles II le Chauve et Louis le Germanique s’unissent donc contre leur frère, qu’ils réussissent à défaire militairement à la bataille de Fontenay en 841. Les deux frères continuent à la suite leurs combats contre leur aîné, dont ils se partagent le royaume lors du serment de Strasbourg. Finalement, les trois souverains parviennent à un accord commun lors du traité de Verdun en 843.
Les premières visions de Audrad qui surviennent à partir de 845 traduisent donc bien ce climat tendu qui fait suite à la guerre fratricide. Pour lui, les rivalités des frères semblent tout droit mener à la destruction de la chrétienté et il croit que seule une intervention divine par la trêve de dix ans voulue par Dieu peut sauver l’Empire du désastre. Audrad raconte même que c’est la providence qui a sauvé les princes du désastre lors de la bataille de Fontenay, expliquant avoir vu que ce sont les prières de saint Martin qui ont empêché la bataille de devenir une tuerie fratricide.
Les visions prophétiques d'Audracus expriment aussi sa préférence pour Charles II le Chauve aux dépens de ses frères. Dans son voyage vers les limites de l’éther où il contemple le tribunal divin, il voit ainsi Louis le pieux confier à Dieu qu’il a choisi Charles II comme son successeur légitime, alors qu’il observe Lothaire condamné par le Christ en raison de son arrogance. De même, il prédit à Charles II un futur glorieux accompagné par saint Martin où il libérera l’Espagne.

#### Les Carolingiens et l'Église
Audrad le Petit se révèle très critique à l’égard du traitement fait à l’Église par les rois carolingiens, qui constituent pour lui le pire affront des souverains envers Dieu et une menace à l’intégrité de l’Église. En raison de la guerre civile et des suites du partage de Verdun, l’Église a été fortement remaniée par les trois frères au détriment du clergé déjà présent.
Durant les combats et conquêtes, nombre d’églises et de monastères ont été pillés par les rois francs et leurs troupes. Durant l’invasion du royaume de Lothaire, Charles le chauve dépose  des membres du clergé en activité et nommes ses fidèles à la tête des évêchés et abbayes.
Les visions critiquent aussi la gestion de l'abbaye de Saint-Martin, où Audrad est chanoine. Le monastère est devenu une des propriétés du roi Charles le Chauve et il y assigne ses propres abbés. Audrad semble fortement condamner ainsi la nomination du comte Vivian, un laïc, comme abbé de Saint-Martin. Ce dernier est considéré par l’auteur des visions comme un étranger à la vie du monastère, ne cherchant qu’à s’enrichir par ses droits sur les revenus de l’abbaye et menaçant l’intégrité de la vie monastique. Audrad décrit dans une de ses prophéties sa chute, qu’il sera dévoré par des animaux sauvages.
Les prédictions du désastre de la campagne contre la Bretagne de Charles le Chauve cherchent aussi à préserver l’autorité du diocèse de Saint-Martin. Le diocèse a sous sa juridiction les paroisses bretonnes, dont le contrôle pourrait lui échapper advenant une possible conquête de Charles II. En plus du risque de pillage de ses propriétés, une conquête signifierait pour le diocèse la perte possible de son contrôle sur la Bretagne, car le roi pourrait remanier la juridiction de l’Église de Bretagne.

#### Justification du rôle des chorévêques
À l’époque où il écrit ses premières visions, Audrad est chorévêque de Sens. Or, cette charge épiscopale est en position précaire à la suite du concile d'Aix-la-Chapelle en 836 qui condamne les pouvoirs des chorévêques, puis par celui de Maux en 845 qui limite considérablement leurs pouvoirs. Ces derniers sont vus à l’époque comme des éléments indésirables dans la hiérarchie de l’Église, agissant de manière trop indépendante de leurs évêques.
Afin d’éliminer le chorépiscopat dans l’Empire, un concile à Paris en 849 décide d’une procédure afin de faire disparaître progressivement la charge. Audrad semble présent à Paris lors du concile, et est déposé durant le concile même, probablement en guise d’exemple. Selon Paul Edward Dutton, dans ses visions et prophéties, Audrad mentionne à plusieurs reprises avoir été élu à sa position. Les visions constitueraient ainsi un moyen pour le chorévêque de justifier son titre et de prouver sa légitimité par le biais de visions prophétiques durant lesquelles les persécuteurs de l’intégrité de l’Église, rôle qu’il attribue aux souverains carolingiens, sont condamnés devant le tribunal céleste.

### Rédaction et voyage à Rome
Suivant ses visions prophétiques qui le destinent à aller à Rome, Audrad le Petit obtient de son évêque en 849 d’aller rencontrer le Pape. Comme cadeau à Léon IV, chose unique pour son époque, il met par écrit l’ensemble de ses visions qu’il présente avec ses autres poèmes dans des livres au Pape, que ce dernier semble avoir appréciés. Audrad cherche en particulier à prouver ainsi la véracité de ses propos avancés dans les prophéties. Auprès du souverain pontife, il tente aussi d’argumenter en faveur de l’importance des chorévêques, de même que de demander des faveurs pour son archevêque, sans toutefois sembler rencontrer un grand succès. Audrad retourne en Francie occidentale peu de temps après, car il est présent à Paris plus tard dans l’année pour y être déposé de sa charge de chorévêque.

## Édition
- Patrologia Latina, vol. 115 (Epistola ad Hincmarum, Liber de fonte vitæ, Excerpta Libri revelationum).
- Ludwig Traube (éd.), Audradi Modici carmina, in MGH, Poetæ Latini ævi Carolini III, p. 67-121 et 739-745.